# Alkoholos ital
Az alkoholos ital (szeszesital) olyan ital, mely jelentős mennyiségű etanolt (hétköznapi nevén alkoholt vagy szeszt) tartalmaz, és ennek köszönhetően tudatmódosító hatása van.
Az alkohol a pszichoaktív drogok közé tartozik (depresszáns), emellett általános sejtméreg, azaz a közhiedelemmel ellentétben önmagában méreg, amely pusztítja a szervezetet. Nincs olyan szerv, amelyre ne hatna károsan, és nincs olyan betegség, amelynek kialakulásának kockázatát ne növelné. Az alkoholos italok fogyasztása drasztikusan növeli a szív- és érrendszeri betegségek, a szájüregi rák, a gégerák, a nyelőcsőrák, a gyomorrák, a májrák, a vastagbélrák és az emlőrák kialakulásának kockázatát, fogyasztásának következményeként az agy öregedik és csökken a térfogata, a szürke- és fehérállománynak pedig csökken a tömege.
Ennek ellenére a legtöbb országban a fogyasztásuk legális; gyártásukat, eladásukat és fogyasztásukat több mint 100 országban törvények szabályozzák. Ezen törvények egyik legfontosabb eleme, hogy milyen életkorú állampolgárok ihatnak alkoholt. A minimális életkor 16 és 25 életév közt változik az országtól és néha az ital típusától is függően. A legtöbb országban 18 éves kortól legális az alkoholfogyasztás.
Egy megközelítés sok kultúrában megtalálható valamilyen kábítószer általános használata, azonban ezek kultúránként meglehetősen eltérőek lehetnek. Az alkohol elsősorban a nyugati világ klasszikus drogja. Ebből következik, hogy az egyes kultúrák harcát a (nem legális) drogok ellen felfoghatjuk úgy, mint a „domináns drog harcát a kisebbségi drogok ellen.” (Mint ahogy Európában történik a legális alkohol javára a tiltott kábítószerekkel szemben.)
Minden alkoholos ital természetes erjedésből származó alkoholt tartalmaz, az erjedést azonban gyakran lepárlás követi. Ezért az alkoholos italok két fő csoportba sorolhatók: erjesztett italok és égetett szeszes italok. Az alkohol a legtöbb cukortartalmú italban is előfordul, de a jelentéktelen (általában 0–1% közötti) alkoholtartalmú italokat általában nem nevezik alkoholos italoknak.
Az alkoholos italokat a köznyelvben, a vendéglátásban vagy a jogban gyakran szeszes italoknak nevezik. A szakmai terminológiában azonban (például a Magyar Élelmiszerkönyv szerint) a szeszes ital kizárólag égetett szeszes italokat jelent.
Az alkoholos italok fogyasztásával megemelkedik a véralkoholszint. A magas véralkoholszintet általában részegségnek nevezik, mert csökkenti a koncentrációs képességet és megnöveli a reakcióidőt. A részegség elmúlását általában másnaposság követi, ami főleg az alkohol okozta kiszáradással és lebomlásának melléktermékeivel hozható összefüggésbe. Az alkohol egyaránt okozhat pszichés és fizikai függőséget, melyet alkoholizmusnak neveznek.

## Etimológia
Az alkohol elnevezés az arab al-kuḥl (الكحل) szóból származik, eredeti jelentése finom antimon-szulfid por. Ezt használták az egyiptomi nők szemöldökfestésre, és a jó minőségű festékben nem voltak kitapintható szemcsék. Később a szó átvitt értelemben a „nem tapintható” jelentést kapta. Ilyenek az alkoholt tartalmazó italok is, amelyekben nem lehet kitapintani a „lényeget”.
Az alkohol (C2H5OH) vegyületét sokféle néven nevezték, a legrégibb magyar neve az égett bor volt, amely nyersanyagára, a borra mutatott, de nevezték még boralék, borláng, borlél, borlelke, borer, borspiritus, borszesz néven is. Később a bor és szesz szavak összeforrtak, és alkohol értelmet kaptak. Az alcohol vini (a bor párlata) kifejezést a 16. században Paracelsus alkotta meg és abból állandósult az alkohol szó mai jelentése.

## Típusok

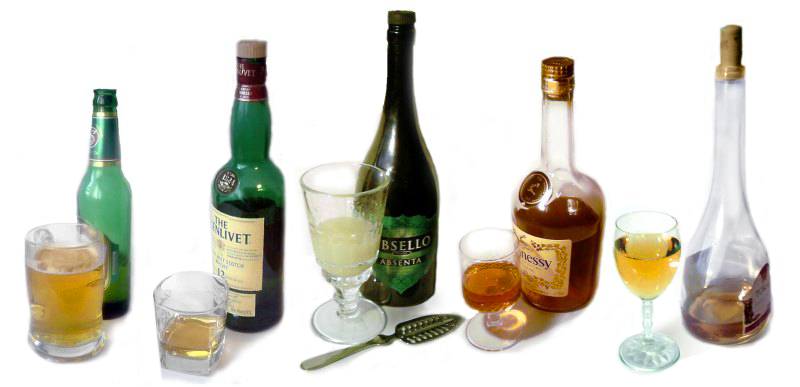
Különböző alkoholos italok. Balról jobbra: világos sör, házasítatlan malátawhisky, verte abszint (a pohárban hígítva), cognac, fehérbor

Az alacsonyabb alkoholtartalmú italokat (a nyugati világban söröket és borokat) általában cukor- vagy keményítőtartalmú alapanyagok erjesztésével készítik, a 15-20%-nál magasabb alkoholtartalmúakat pedig erjesztés utáni lepárlással, ezek az égetett szeszek vagy szeszes italok. Léteznek azonban magas alkoholtartalmú (fagydesztillációval felerősített) erjesztett italok is, és az is előfordul, hogy égetett szeszből állítanak elő alacsony alkoholtartalmú italokat.
A koktélok különböző italok és szirupok keverékei, és általában közvetlenül fogyasztás előtt készítik el őket. Az összetevőik alkoholtartalmúak és alkoholmentesek egyaránt lehetnek, de a hagyományos értelemben vett koktél legalább egyféle égetett szeszt tartalmaz.

### Erjesztett italok

#### Sör

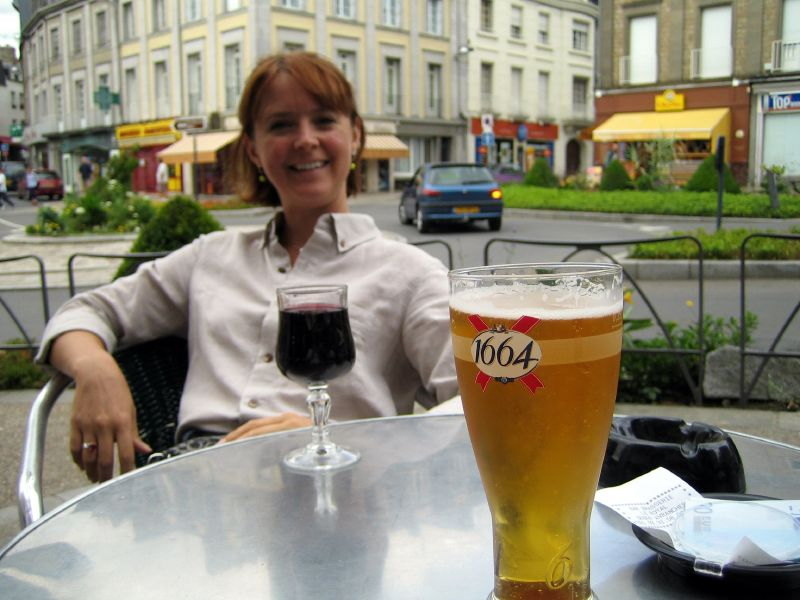
Az alkoholos italokat, például a bort (balra) és a sört (jobbra) különböző poharakban szolgálják fel

A sör feltehetően a legrégebben ismert és jelenleg a legelterjedtebb és legnagyobb mennyiségben fogyasztott alkoholos ital, és a harmadik legnépszerűbb ital a víz és a tea után. A sört gabonacefre malátás elcukrosításával (főzésével) és erjesztésével készítik. A cefre általában 100% árpamaláta, vagy ahhoz kevernek egyéb, malátázatlan gabonákat (például búzát, kukoricát vagy rozst) változó mennyiségben.
A sörök két fő típusa az alsó (lager) és felső erjesztésű (általában ale típusú) sör. A sörök alapanyagához a főzési szakaszban általában komlót kevernek, amely a sörnek kesernyés ízt ad és részben tartósítja is. Egyes országokban, mint pl. Belgiumban, gyakran egyéb fűszerekkel vagy gyümölcsökkel is ízesítik a sört. A sör lepárlásával készült italokat (sörpárlatok), illetve a kevés vagy semennyi malátát sem tartalmazó gabonacefréből erjesztett italokat nem nevezzük sörnek, de a fagysűrített söröket igen. A sörök alkoholtartalma általában 4–6%, de lehet 1%-nál alacsonyabb, vagy 10%-nál magasabb is. Erjesztéssel eddig legfeljebb 20–30% közötti alkoholtartalmú söröket állítottak elő, utólagos fagysűrítéssel azonban 60%-osnál erősebbeket is.
A sörfőzés és a sörfogyasztás számos országban a helyi szokások része a pubok, a sörfesztiválok, a sörfogyasztáshoz kapcsolódó hagyományok, szokások révén. A sörkészítés egyik hagyományos központja Európa északi része volt (ahol nem lehetett bort előállítani), innen terjedt el Európa déli részén és a világ többi országában, elsősorban német, cseh vagy holland bevándorlók révén.
Napjainkban a söripart néhány multinacionális vállalat dominálja, de mellettük minden országban megélnek a kisebb-nagyobb sörfőzdék, amelyek gyakran a helyi specialitásokra és a felsőkategóriás sörökre koncentrálnak.

#### Bor
A bort szőlőből, a gyümölcsbort pedig különböző gyümölcsökből, például szilvából, cseresznyéből, vagy almából készítik. A bor erjesztése a sörénél hosszasabb (teljes) erjesztés, amit érlelés követ (több hónap vagy év), az így létrejött ital alkoholtartalma pedig szőlőbor esetén 9–16%, gyümölcsborok esetén lényegesen alacsonyabb is lehet, például a száraz almabor jellemzően 4-5%-os. A pezsgő készítésekor kevés cukrot adnak a borhoz palackozás előtt, mely másodlagos erjedést eredményez.
A likőrbor átmenet a bor és a szeszes ital közt: készítésekor a bor alkoholtartalmát némileg megnövelik égetett szesz hozzáadásával, illetve típustól függően a bor erjedését is megszakítják vele.

#### Egyéb erjesztett italok
Sok erjesztett ital sem sörnek, sem bornak nem tekinthető. A Távol-Keleten elterjedt, nyugaton gyakran „rizsborként” vagy „rizssörként” emlegetett italok rizsből vagy egyéb gabonából készülnek, de nem malátázással, és az alapanyagaikként használt gabonák is eltérnek a sörétől. Ilyen például a japán szaké, a koreai makkolli és jakcsu, vagy a kínai huangcsiu. A mead (Magyarországon mézbor vagy mézsör) neve szintén csak utalás a bor, illetve sör jellegére. Igen alacsony alkoholtartalmú erjesztett italok a kancatejből készült kumisz vagy a rozskenyérből készült kvasz.

### Szeszes ital
A lepárlással nyert alkoholt égetett szesznek vagy párlatnak nevezik, a belőle készült italokkal együtt pedig gyűjtőnéven szeszes italnak. Az égetett szeszt a megerjesztett alapanyag lepárlásával nyerik, mely a párlat alkoholtartalmát egybesűríti, megszabadítja az ízanyagok és kozmaolajok nagy részétől, és egyes összetevőket kémiailag megváltoztat. Az égetett szesz a lepárlás módszerétől függően megőrizheti az alapanyag aromáit vagy lehet semleges, és (főleg az utóbbi esetben) gyakran ízesítik is. A likőrök általában semleges párlat ízesítésével és cukrozásával készülnek.
Az 1990-es években népszerűvé váltak az olyan szeszes üdítőitalok is, melyek gyártásakor egy alkoholmentes – általában erősen édesített, szénsavas – üdítőitalhoz égetett szeszt (például rumot vagy vodkát) kevernek. Az alkoholtartalmuk általában 4-7%, az ízükben pedig gyakran nem fedezhető fel az alkohol. Az ilyen italokat angolul gyakran „alcopop” néven emlegetik, mert egyes vélemények szerint az ilyen italok célközönségét az alkoholt még nem fogyasztó, nagyrészt fiatal vásárlók képzik. Ezek szerepét azonban mára egyre inkább átveszik a gyakran hasonló jellegű, édesített és ízesített ciderek, azaz almaborok.
A Távol-Keleten gyakoriak az olyan italok, melyeket a likőrökhöz hasonlóan gyártanak különböző gabonapárlatokból, azonban a nyugati borokéhoz hasonló alkoholtartalommal hozzák őket forgalomba. Ilyen például a gyakran „japán szilvaborként” ismert umesu, mely valójában szilvával ízesített, cukrozott, híg gabonapárlat.

## Alkoholtartalom
Az italok alkoholtartalmát térfogatszázalékban adják meg (például 40% vol.), ami azt jelzi, hogy az ital térfogatának hány százaléka alkohol. Az úgynevezett szeszfok szintén térfogatszázalékot jelent. Az Egyesült Államokban az alkoholtartalom hivatalos mértékegysége az amerikai szeszfok azaz degree proof (gyakran egyszerűen csak proof), ami a térfogatszázalék kétszerese – 100° proof tehát 50% alkoholt jelent. Eredete a brit degree proof, mely 100 foknál 57,1%-os szeszt jelent, azaz a vele átitatott lőpor már meggyújtható – ez elterjedt módszere volt a szeszfok ellenőrzésének. A szeszfokolók 19. századi elterjedése előtt különböző egyéb módszereket is használtak a szesztartalom ellenőrzésére vagy mérésére.
A lepárlás legfeljebb 97,2 térfogatszázalékos (95,6 tömegszázalékos) alkoholtartalmú párlatot eredményez, mert ilyen aránynál az alkohol és a víz azeotrópos elegyet képez. A gyakorlatban általában nem desztillálnak 96,5%-nál erősebb alkoholt – a finomszesz 96-96,5% alkoholtartalmú.
A legtöbb élesztő nem képes 18%-nál nagyobb alkoholtartalom mellett szaporodni. Ennél erősebb erjesztett italt ezért általában nem lehet előállítani, egyes baktériumtörzsek segítségével azonban akár 25% alkoholtartalom is elérhető.
Gyakran égetett szeszből is készülnek alacsony alkoholtartalmú italok, például egyes koktélok. A leggyengébb likőrök mindössze 15% alkoholt tartalmaznak, míg távol-keleti megfelelőik gyakran ennél is kevesebbet. A japán umesu például egy sócsúból készült szilvalikőr 10–15% alkohollal. Elterjedtek az égetett szeszt tartalmazó, palackozott alkoholos üdítőitalok is 4–6% alkoholtartalommal. A tárolhatósága miatt különösen magas (45–83%) alkoholtartalommal palackozott abszintot hagyományosan 11-12%-osra hígítva fogyasztják el, míg a közvetett utódjainak tekinthető Pernod likőrt és a pastist sokszor ennél is hígabban.

## Egészségre gyakorolt hatásuk

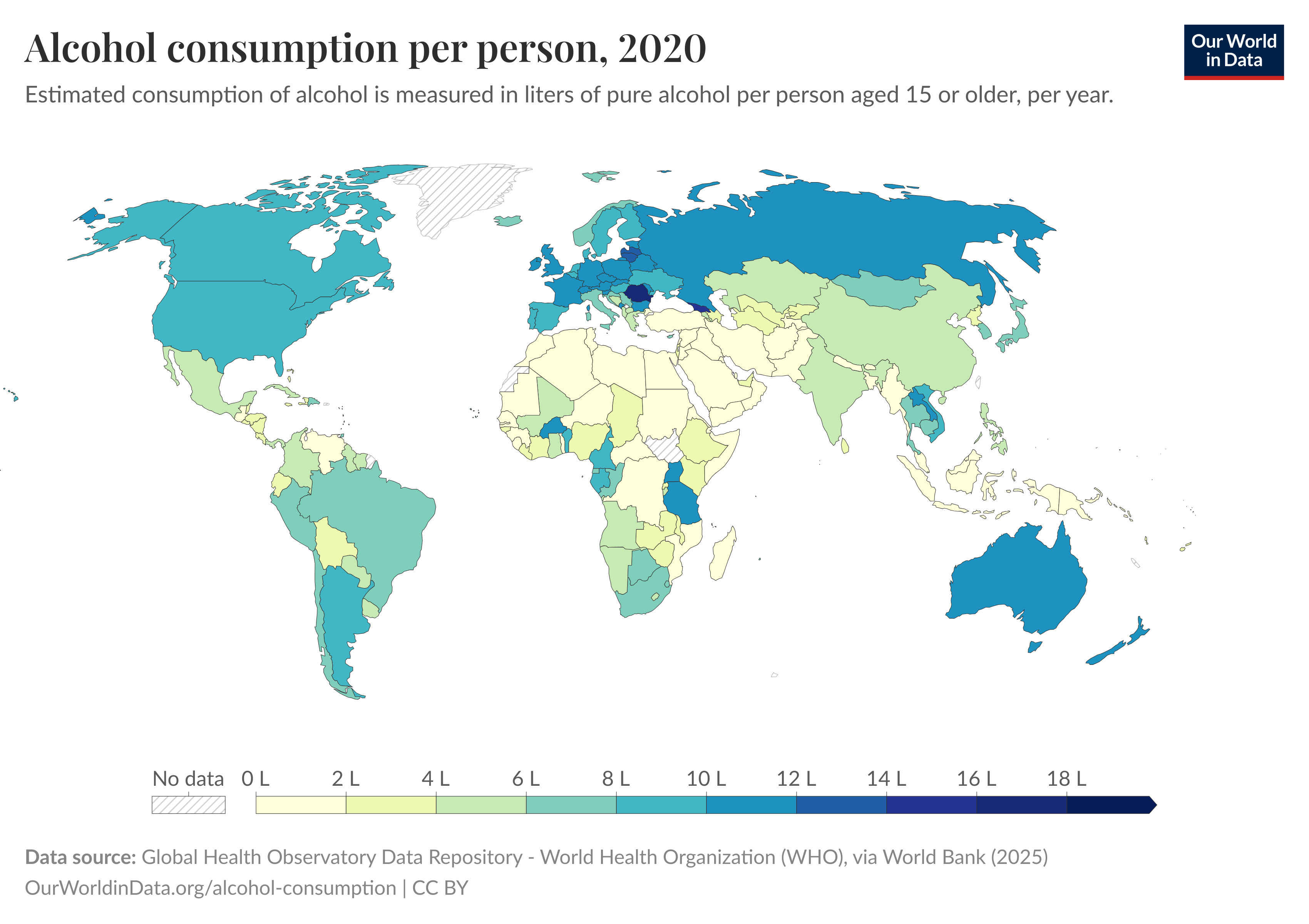
Az egy főre eső alkoholfogyasztás 2016-ban. Az alkoholfogyasztást tiszta alkoholban mérik, a 15 éves és annál idősebb emberekre vetítve.

„Nincs olyan alkoholmennyiség, amely biztonsággal fogyasztható lenne” – fogalmaz egy tanulmány. Több tanulmány, így a Scientific Reports online tudományos folyóirat 2015-ös, a Scientific Research Society 2017-es, és a David Nutt, a bristoli egyetem pszichofarmakológiai tanszékének vezetője által vezetett 2010-es kutatás közlése a legveszélyesebb kábítószernek minősítette az alkoholt. Manfred Singer professzor, német alkoholkutató az Apotheken Umschau című szaklapnak nyilatkozva már 2009-ben kiegészítette ezt azzal az állításával, hogy „valamilyen módszertani hiba áll az elmúlt években megjelent csaknem minden olyan tanulmány hátterében, amely az egészségre hasznosnak minősíti a mérsékelt szeszesital-fogyasztást.”
Az alkoholos italok fogyasztása drasztikusan növeli a szájüregi rák, a gégerák, a gyomorrák, a májrák, a vastagbélrák és az emlőrák kialakulásának kockázatát.
A legtöbb országban az alkoholt tartalmazó italok gyártása, forgalmazása és fogyasztása legális, ugyanakkor törvényileg szabályozzák, hogy milyen életkorú állampolgárok ihatnak alkoholt. A minimális életkor 16 és 25 életév között változik az országtól és néha az ital típusától is függően. A legtöbb országban 18 éves kortól legális az alkoholfogyasztás, az Egyesült Államokban azonban 21 év a korhatár. Európában 5 ország – Litvánia, Finnország, Svédország, Norvégia és Izland – alkalmaz 18 évnél magasabb korhatárt az alkoholnál, mind az 5 országban 20 éves kortól legális az alkoholfogyasztás. Aric Sigman biológus, a brit orvostudományi társaság (Royal Society of Medicine) tagja úgy véli, hogy ideális esetben a fiataloknak az agy teljes kifejlődéséig, 24 és fél éves korukig nem szabadna alkoholt fogyasztani
Minden alkoholos ital természetes erjedésből származó alkoholt tartalmaz, az erjedést azonban gyakran lepárlás követi. Ezért az alkoholos italok két fő csoportba sorolhatók: erjesztett italok és égetett szeszes italok. Az alkohol a legtöbb cukortartalmú italban is előfordul, de a jelentéktelen (általában 0–1% közötti) alkoholtartalmú italokat nem nevezzük alkoholos italoknak.
Az alkohol pszichoaktív drog, melynek nyugtató hatása van. A magas véralkoholszintet általában részegségnek nevezik, mert csökkenti a koncentrációs képességet és megnöveli a reakcióidőt. A részegség elmúlását általában másnaposság követi, ami főleg az alkohol okozta kiszáradással és lebomlásának melléktermékeivel hozható összefüggésbe. Az alkohol egyaránt okozhat pszichés és fizikai függőséget, melyet alkoholizmusnak nevezünk.
Fontos kiemelni, hogy az alkoholos italok a felelősek (és nem feltétlenül a direkt alkoholizmus) az európai 15 és 29 közötti férfiak körében bekövetkezett halálesetek egynegyedéért (közúti balesetek, öngyilkosságok). Jelentős az alkoholos befolyás alatt elkövetett bűnözés. Magyarországon a többi Európai országhoz képest, és – tekintve, hogy az európai kontinensen az ázsiai orosz területeket leszámítva a többihez képest magasabb az alkoholfogyasztás – világviszonylatban is különösen elöl van az alkohollal kapcsolatos problémák tekintetében: azaz 2017-ben a világ 193 országa között a Balti országoknak, Fehéroroszország, Oroszország, Moldova, Románia, Csehország, Horvátország, Bulgária, Belgium, és Ukrajna után a 12. helyen van (holtversenyben Szlovákiával, Lengyelországgal, Lettországgal és az Egyesült Királysággal). Magyarországon (akárcsak Finnországban, Szlovéniában, és Dániában) az alkohol a felelős az évi összes haláleset legalább tíz százalékáért. Ennek ellenére Magyarországon az alkohollal kapcsolatos súlyos kérdések egy megfogalmazás szerint „szent tehénnek számítanak”, tabusítva vannak.
Vitatott, hogy évente hány ember hal meg a világon alkoholproblémákkal összefüggésben lévő okok miatt. Egy felmérés szerint „2011-ben 4% volt ez az oka az összes halálesetnek, de 2014-re ez a szám 5,9%-ra nőtt. Ez azt jelenti, hogy világszerte 9.000 ember hal meg naponta ebből az okból kifolyólag. Ez nagyjából 60.000 hetente.” Egy, másik 2018-as adat szerint „Minden évben 3 millió ember hal bele az alkoholfogyasztásba, ez napi átlagban több, mint nyolcezer halottat jelent – számolt az Egészségügyi Világszervezet. Ez azt jelenti, hogy húsz emberből egy az alkohol miatt hal meg.” 2013-ban dr. Funk Sándor addiktológus a következő kijelentést tette: „Az egyik, ha nem a legveszélyesebb drog az alkohol. Nem csak azért, mert rendkívül súlyos élettani hatásai vannak, és függőséget okoz. A hivatalos statisztikai adatok is azt mutatják, hogy az erőszakos bűncselekmények hatvan százalékánál az italnak fontos szerepe van. Az Országos Rendőr-főkapitányságtól (ORFK) 2007-ig visszamenőleg megkaptuk azoknak a regisztrált bűncselekményeknek az adatait, amelyekben az elkövető valamilyen tudatmódosító szer vagy alkohol hatása alatt állt. Az eredmény döbbenetes: az egy évben elkövetett gyilkosságok nyolcvan százalékánál szerepe volt a szesznek. De az is elrettentő, hogy egy évben egy kisebb településnyi embert vernek össze a részegek. 2007-ben 1781 alkoholos állapotban elkövetett testi sértést regisztráltak, 2008-ban pedig már 2046-ot. Azóta ugyan folyamatos a csökkenés, de az adatok még így is elrettentôek.”
Az alkoholos italok rendkívül egészségtelen élvezeti cikknek minősülnek, fogyasztásuk soha, még kis mennyiségben sem ajánlott. Ezt a véleményt megerősíti a Állami Egészségügyi Ellátó Központ, amely szerint „az alkohol legális drog, mely lassú öngyilkossághoz vezet”.
Az alkoholizmus pusztítására talán az egyik legjobb példa Oroszország esete. 2008-ban Dmitrij Anatoljevics Medvegyev orosz elnök az alkoholizmust nemzeti katasztrófának nevezte. „Az orvosok szerint a 15 és 54 év közötti oroszok halálozásának mintegy felét alkohollal összefüggő betegségek okozzák, ami a hosszú távú gazdasági növekedési modellekben használt elrettentő demográfiai előrejelzések kulcstényezője. Az idén az iskolákat elhagyóknak várhatóan csak 40 százaléka éri meg az 55-60 éves nyugdíj korhatárt” – idézte az Egészségügyi Világszervezet adatait Tatyjana Golikova egészségügyi miniszter. Egyes becslések (2009) szerint évente félmillió ember hal meg az országban a szeszesital-fogyasztással összefüggő okok miatt (2008-ban a 10-14 évesek között 15,4 százalék volt azok aránya – ez 10,85 millió gyereket jelent – , akik rendszeresen az üveghez nyúltak.). Más adatok szerint 2014 körül 20 millió alkoholista élt az országban, ennek egyik oka, hogy a vodkafogyasztás történelmi okokból az évszázadok során népszokási szintre emelkedett. Egy 2018-as jelentés szerint „azon férfiak közül, akik nem érik meg a nyugdíjkorhatárt, 44 százalék az italozás miatt hal meg idő előtt.”
A magyarországi közúti baleseteknek egyes számítások szerint egyenesen 70%-ában alkohol játszik szerepet. Más tanulmányok véleménye szerint a magyar kórházakban ápoltak 60–65%-a aktuális problémáinak a valódi oka az alkoholos italok fogyasztása, míg az Egészségügyi Világszervezet (WHO) felmérése szerint a magyar férfiak 31%-a küzd alkoholproblémákkal. Zacher Gábor toxikológus becslése szerint évente körülbelül 30 000 fő hal meg Magyarországon alkohollal kapcsolatos betegségekben, és körülbelül 800 000 alkoholista él az országban. (2018-ban 131 100 fő hunyt el Magyarországon, azaz, az elhunytak mintegy 22-23%-ának a halála összefüggésben állt az alkoholfogyasztással.) Mivel az alkoholfogyasztás jellemzően az alacsonyan iskolázott, alacsony társadalmi státuszúakra jellemző inkább, így az alkohol okozta betegségek nagyobb arányban fordul elő a szegényebb rétegeknél. Az Egészségügyi Világszervezet (WHO) szerint 2015-ben az alkohol világszerte 3,3 millió halálesetért volt felelős, ami az összes haláleset 5,9 százaléka volt.

## Szeszes italok alkoholtartalma táblázatosan
| Kép                |          |          |         |                            |                           |                            |                                 |                             |             |
| Név                | sörök    | borok    | pezsgők | likőrborok                 | vermutok                  | likőrök                    | borpárlatok (brandyk, konyakok) | pálinkák (gyümölcspárlatok) | whiskyk     |
| Térfogat- százalék | 3–12%    | 9–18%    | 9–13%   | 15–22%                     | 16–18%                    | 15–55%                     | 36–50%                          | 37,5–80%                    | 40–65%      |
| Kép                |          |          |         |                            |                           |                            |                                 |                             |             |
| Név                | vodka    | gin      | tequila | sambuca (olasz likőrfajta) | cachaça (brazil rumfajta) | Cognac (francia borpárlat) | rumok                           | abszint                     | Inländerrum |
| Térfogat- százalék | 37,5–96% | 37,5–60% | 35–55%  | 38–44%                     | 38–80%                    | 40–46%                     | 37,5–80%                        | 45–83%                      | 38–80%      |

## Fordítás
- Ez a szócikk részben vagy egészben az Alcoholic Beverage című angol Wikipédia-szócikk ezen változatának fordításán alapul.  Az eredeti cikk szerkesztőit annak laptörténete sorolja fel. Ez a jelzés csupán a megfogalmazás eredetét és a szerzői jogokat jelzi, nem szolgál a cikkben szereplő információk forrásmegjelöléseként.